# UKM FC
Universiti Kebangsaan Malaysia Football Club ist ein Fußballverein aus Bangi. Aktuell spielt die Fußballmannschaft in der zweithöchsten Liga des Landes, der Malaysia Premier League. Die Mannschaft ist auch unter dem Namen The Varsity Boys bekannt.

## Erfolge
- Malaysia FAM League

Vizemeister: 2017
- Malaysia Challenge Cup

Finalist: 2018, 2019

## Stadion
Seine Heimspiele trägt der Verein im Kuala-Lumpur-Stadion in Kuala Lumpur aus. Das Stadion hat ein Fassungsvermögen von 18.000 Personen.
Koordinaten: 3° 6′ 1,9″ N, 101° 43′ 16,9″ O

## Spieler
Stand: August 2020
| Nr. |           | Position | Name                             |
| --- | --------- | -------- | -------------------------------- |
| 1   | Malaysia  | AB       | Syed Irfan Syafiq                |
| 2   | Ghana     | AB       | Ignatius Adukor                  |
| 3   | Malaysia  | AB       | Kalaiharasan Letchumanan         |
| 4   | Malaysia  | MF       | Asnan Ahmad (Mannschaftskapitän) |
| 5   | Malaysia  | AB       | Hafizudin Sulaiman               |
| 6   | Malaysia  | MF       | Saiful Hasnol                    |
| 7   | Malaysia  | MF       | Azri Zulkiflee                   |
| 8   | Malaysia  | ST       | Nor Farhan Muhammad              |
| 10  | Malaysia  | MF       | Hafizi Amiruddin                 |
| 11  | Malaysia  | AB       | Irwan Syazmin                    |
| 12  | Malaysia  | AB       | K. Reuben                        |
| 13  | Malaysia  | AB       | Zairul Fitree Ishak              |
| 14  | Malaysia  | AB       | Zubair Kamarulzaman              |
| 15  | Korea Sud | AB       | Lee Seong-woo                    |
| 16  | Malaysia  | ST       | Zarul Aidiel                     |

| Nr. |             | Position | Name                |
| --- | ----------- | -------- | ------------------- |
| 17  | Malaysia    | MF       | Terence Marieselvam |
| 18  | Malaysia    | TW       | Amin Faisal         |
| 19  | Malaysia    | MF       | Baqiuddin Shamsudin |
| 20  | Malaysia    | ST       | Faiz Hanif          |
| 21  | Malaysia    | AB       | Rafiq Shah Zaim     |
| 22  | Malaysia    | TW       | Remezey Che Ros     |
| 23  | Malaysia    | AB       | Imran Azizi         |
| 24  | Malaysia    | MF       | Syed Sobri          |
| 25  | Malaysia    | AB       | Tuan Ahmad Muqris   |
| 27  | Malaysia    | AB       | Rafizi Hamdan       |
| 28  | Malaysia    | AB       | Talhah Rosli        |
| 29  | Malaysia    | AB       | Syafiq Azri         |
| 30  | Malaysia    | ST       | Badrul Amin Hamid   |
| 33  | Argentinien | ST       | Julián Bottaro      |
| 35  | Nigeria     | ST       | Akanni-Sunday Wasiu |

## Saisonplatzierung
| Saison | Līga                    | Platz | FA Cup   | Challenge Cup |
| ------ | ----------------------- | ----- | -------- | ------------- |
| 2015   | Malaysia FAM League     | 4.    |          |               |
| 2016   | Malaysia FAM League     | 5.    | 2. Runde |               |
| 2017   | Malaysia FAM League     | 1. ▲  | 2. Runde |               |
| 2018   | Malaysia Premier League | 8.    | 3. Runde | Finale        |
| 2019   | Malaysia Premier League | 8.    | 3. Runde | Finale        |
| 2020   | Malaysia Premier League |       |          |               |